# Młodzieżowe Drużynowe Mistrzostwa Polski na Żużlu 2008
Młodzieżowe Drużynowe Mistrzostwa Polski 2008 na żużlu – 29. edycja corocznego turnieju mającego wyłonić najlepszą drużynę, składającą się z zawodników, którzy nie ukończyli jeszcze 21 roku życia. Mistrzostwa z poprzedniego sezonu bronił zespół RKM Rybnik.
W mistrzostwach w 2008 wzięło udział 15 zespołów, podzielonych na trzy grupy. Do finału awansowały zespoły z pierwszych miejsc w poszczególnych grupach oraz najlepszy zespół z drugiego miejsca.

## Kalendarz
| Data      | Grupa   | Miejsce      | Zwycięzca                               |         |
| I runda   | I runda | I runda      | I runda                                 | I runda |
| --------- | ------- | ------------ | --------------------------------------- | ------- |
| 12 cze    | I       | Poznań       | Unia Leszno                             | wynik   |
| 12 cze    | II      | Zielona Góra | ZKŻ Kronopol Zielona Góra               | wynik   |
| 12 cze    | III     | Rzeszów      | RKM Rybnik                              | wynik   |
| II runda  |         |              |                                         |         |
| 26 cze    | I       | Leszno       | Unia Leszno                             | wynik   |
| 26 cze    | II      | Bydgoszcz    | ZKŻ Kronopol Zielona Góra               | wynik   |
| 26 cze    | III     | Krosno       | Złomrex Włókniarz Częstochowa           | wynik   |
| III runda |         |              |                                         |         |
| 8 lip     | I       | Ostrów       | KM Intar Lazur Ostrów Wielkopolski      | wynik   |
| 8 lip     | II      | Gorzów       | GTŻ Grudziądz ZKŻ Kronopol Zielona Góra | wynik   |
| 8 lip     | III     | Rybnik       | RKM Rybnik                              | wynik   |
| IV runda  |         |              |                                         |         |
| 24 lip    | I       | Toruń        | Unia Leszno                             | wynik   |
| 24 lip    | II      | Grudziądz    | ZKŻ Kronopol Zielona Góra               | wynik   |
| 24 lip    | III     | Częstochowa  | RKM Rybnik                              | wynik   |
| V runda   |         |              |                                         |         |
| 7 sie     | I       | Gniezno      | Unia Leszno                             | wynik   |
| 7 sie     | II      | Gdańsk       | Lotos Gdańsk                            | wynik   |
| 7 sie     | III     | Tarnów       | RKM Rybnik                              | wynik   |
| Finał     |         |              |                                         |         |
| 28 sie    | Leszno  | Leszno       | Unia Leszno                             | wynik   |

## Drużyny
| Grupa I                                                                                   | Grupa II                                                                                 | Grupa III                                                                                   |
| ----------------------------------------------------------------------------------------- | ---------------------------------------------------------------------------------------- | ------------------------------------------------------------------------------------------- |
| PSŻ Milion Team Poznań Unia Leszno KM Intar Lazur Ostrów Wlkp. Unibax Toruń Start Gniezno | ZKŻ Kronopol Zielona Góra Polonia Bydgoszcz Stal Gorzów Wlkp. GTŻ Grudziądz Lotos Gdańsk | Marma Polskie Folie Rzeszów KSM Krosno RKM Rybnik Złomrex Włókniarz Częstochowa Unia Tarnów |

## Eliminacje

### Grupa I
| Poz. | Klub                   | Punkty |
| ---- | ---------------------- | ------ |
| 1    | Unia Leszno            | 31     |
| 2    | PSŻ Poznań             | 28     |
| 3    | KM Ostrów Wielkopolski | 27     |
| 4    | Start Gniezno          | 8      |

| Poz. | Klub                   | Punkty |
| ---- | ---------------------- | ------ |
| 1    | Unia Leszno            | 40     |
| 2    | KM Ostrów Wielkopolski | 27     |
| 3    | PSŻ Poznań             | 24     |
| 4    | KS Toruń               | 5      |

| Poz. | Klub                               | Punkty |
| ---- | ---------------------------------- | ------ |
| 1    | KM Intar Lazur Ostrów Wielkopolski | 40     |
| 2    | PSŻ Milion Team Poznań             | 27     |
| 3    | Unibax Toruń                       | 20     |
| 4    | Start Gniezno                      | 7      |

| Poz. | Klub                   | Punkty |
| ---- | ---------------------- | ------ |
| 1    | Unia Leszno            | 43     |
| 2    | PSŻ Milion Team Poznań | 27     |
| 3    | Unibax Toruń           | 19     |
| 4    | Start Gniezno          | 6      |

| - 7 sierpnia 2008 - Stadion Miejski, Gniezno - Sędzia: Piotr Jąder - Widzów: 200 - Najlepszy czas: 64,90 Robert Kasprzak \| Poz. \| Klub \| Punkty \| \| ---- \| ------------------ \| ------ \| \| 1 \| Unia Leszno \| 39 \| \| 2 \| Intar Lazur Ostrów \| 31 \| \| 3 \| Start Gniezno \| 15 \| \| 4 \| Unibax Toruń \| 11 \| |                    |        |
| Poz. | Klub               | Punkty |
| 1 | Unia Leszno        | 39     |
| 2 | Intar Lazur Ostrów | 31     |
| 3 | Start Gniezno      | 15     |
| 4 | Unibax Toruń       | 11     |

#### Tabela
| Poz. | Klub                        | Mecze | Punkty | +/-  |
| ---- | --------------------------- | ----- | ------ | ---- |
| 1    | Unia Leszno                 | 4     | 12     | +153 |
| 2    | KM Intar Lazur Ostrów Wlkp. | 4     | 8      | +125 |
| 3    | PSŻ Milion Team Poznań      | 4     | 7      | +106 |
| 4    | Unibax Toruń                | 4     | 2      | +56  |
| 5    | Start Gniezno               | 4     | 1      | +36  |

### Grupa II
| Poz. | Klub                      | Punkty |
| ---- | ------------------------- | ------ |
| 1    | ZKŻ Kronopol Zielona Góra | 39     |
| 2    | Stal Gorzów Wielkopolski  | 21     |
| 3    | Polonia Bydgoszcz         | 18     |
| 4    | Lotos Gdańsk              | 13     |

| Poz. | Klub                      | Punkty |
| ---- | ------------------------- | ------ |
| 1    | ZKŻ Kronopol Zielona Góra | 30     |
| 2    | GTŻ Grudziądz             | 21     |
| 3    | Stal Gorzów Wielkopolski  | 21     |
| 4    | Polonia Bydgoszcz         | 17     |

| Poz. | Klub                      | Punkty |
| ---- | ------------------------- | ------ |
| 1    | GTŻ Grudziądz             | 23     |
| 1    | ZKŻ Kronopol Zielona Góra | 23     |
| 3    | Stal Gorzów Wielkopolski  | 20     |
| 4    | Lotos Gdańsk              | 19     |

| Poz. | Klub                      | Punkty |
| ---- | ------------------------- | ------ |
| 1    | ZKŻ Kronopol Zielona Góra | 34     |
| 2    | GTŻ Grudziądz             | 23     |
| 3    | Polonia Bydgoszcz         | 17     |
| 4    | Lotos Gdańsk              | 14     |

| - 7 sierpnia 2008 - Stadion im. Zbigniewa Podleckiego, Gdańsk - Sędzia: Andrzej Terlecki - Widzów: 200 - Najlepszy czas: \| Poz. \| Klub \| Punkty \| \| ---- \| ------------------------ \| ------ \| \| 1 \| Lotos Gdańsk \| 27 \| \| 2 \| Stal Gorzów Wielkopolski \| 23 \| \| 3 \| GTŻ Grudziądz \| 22 \| \| 4 \| Polonia Bydgoszcz \| 19 \| |                          |        |
| Poz. | Klub                     | Punkty |
| 1 | Lotos Gdańsk             | 27     |
| 2 | Stal Gorzów Wielkopolski | 23     |
| 3 | GTŻ Grudziądz            | 22     |
| 4 | Polonia Bydgoszcz        | 19     |

#### Tabela
| Poz. | Klub                      | Mecze | Punkty | +/-  |
| ---- | ------------------------- | ----- | ------ | ---- |
| 1    | ZKŻ Kronopol Zielona Góra | 4     | 11,5   | +126 |
| 2    | GTŻ Grudziądz             | 4     | 7      | +89  |
| 3    | Stal Gorzów Wielkopolski  | 4     | 6,5    | +85  |
| 4    | Lotos Gdańsk              | 4     | 3      | +73  |
| 5    | Polonia Bydgoszcz         | 4     | 2      | +71  |

### Grupa III
| Poz. | Klub                          | Punkty |
| ---- | ----------------------------- | ------ |
| 1    | RKM Rybnik                    | 32     |
| 2    | Złomrex Włókniarz Częstochowa | 28     |
| 3    | Marma Polskie Folie Rzeszów   | 21     |
| 4    | KSM Krosno                    | 10     |

| Poz. | Klub                          | Punkty |
| ---- | ----------------------------- | ------ |
| 1    | Złomrex Włókniarz Częstochowa | 32     |
| 2    | Unia Tarnów                   | 29     |
| 3    | Marma Polskie Folie Rzeszów   | 21     |
| 4    | KSM Krosno                    | 9      |

| Poz. | Klub                  | Punkty |
| ---- | --------------------- | ------ |
| 1    | RKM Rybnik            | 40     |
| 2    | Włókniarz Częstochowa | 31     |
| 3    | Unia Tarnów           | 13     |
| 4    | KSM Krosno            | 6      |

| Poz. | Klub                        | Punkty |
| ---- | --------------------------- | ------ |
| 1    | RKM Rybnik                  | 35     |
| 2    | Włókniarz Częstochowa       | 28     |
| 3    | Unia Tarnów                 | 14     |
| 3    | Marma Polskie Folie Rzeszów | 14     |

| - 7 sierpnia 2008 - Stadion Miejski, Tarnów - Sędzia: Tomasz Proszowski - Widzów: 200 - Najlepszy czas: \| Poz. \| Klub \| Punkty \| \| ---- \| --------------------------- \| ------ \| \| 1 \| RKM Rybnik \| 44 \| \| 2 \| Unia Tarnów \| 22 \| \| 3 \| KSM Krosno \| 11 \| \| 4 \| Marma Polskie Folie Rzeszów \| 10 \| |                             |        |
| Poz. | Klub                        | Punkty |
| 1 | RKM Rybnik                  | 44     |
| 2 | Unia Tarnów                 | 22     |
| 3 | KSM Krosno                  | 11     |
| 4 | Marma Polskie Folie Rzeszów | 10     |

#### Tabela
| Poz. | Klub                          | Mecze | Punkty | +/-  |
| ---- | ----------------------------- | ----- | ------ | ---- |
| 1    | RKM Rybnik                    | 4     | 12     | +151 |
| 2    | Złomrex Włókniarz Częstochowa | 4     | 9      | +119 |
| 3    | Unia Tarnów                   | 4     | 5,5    | +78  |
| 3    | Marma Polskie Folie Rzeszów   | 4     | 2,5    | +66  |
| 5    | KSM Krosno                    | 4     | 1      | +36  |

## Finał
- Leszno, 4 września 2008
- Stadion im. Alfreda Smoczyka
- Sędzia: Maciej Spychała
- Widzów: 1000
- Najlepszy czas: 60,6 Przemysław Pawlicki

| \| Msc \| \| Drużyna / Zawodnik \| Biegi \| Punkty \| \| --- \| ------------------------------------------------------------------------------------ \| ----------------------------------------------------------- \| ----------------------------- \| ------ \| \| 1 \| \| Unia Leszno \| Unia Leszno \| 46 \| \| 1 \| Sławomir Musielak Adam Kajoch Robert Kasprzak Przemysław Pawlicki Paweł Ratajszczak \| (3,2,2,w,2) (3,1,1,3,2) (1,2,3,3,3) (3,3,3,3,3) ns \| 9 10 12 15 – \| \| \| 2 \| \| RKM Rybnik \| RKM Rybnik \| 31 \| \| 2 \| Patryk Pawlaszczyk Sławomir Pyszny Rafał Fleger Paweł Paliga Michał Mitko \| (2,1,2,1,–) (1,1,2,2,0) (2,3,2,2,0) (–,w,–,–,–) (2,3,1,3,1) \| 6 9 0 10 \| \| \| 3 \| \| Złomrex Włókniarz Częstochowa \| Złomrex Włókniarz Częstochowa \| 22 \| \| 3 \| Mateusz Szczepaniak Mateusz Kowalczyk Kamil Cieślar Marcin Piekarski Adrian Osmólski \| (3,3,1,3,1) (0,1,0,1,3) (1,0,0,0,1) (0,2,0,2,0) ns \| 11 5 2 4 – \| \| \| 4 \| \| ZKŻ Kronopol Zielona Góra \| ZKŻ Kronopol Zielona Góra \| 21 \| \| 4 \| Grzegorz Zengota Janusz Baniak Patryk Dudek Tomasz Halicki – \| (1,3,3,2,2) (w,0,1,u,1) (2,2,1,1,2) (0,w,0,0,0) – \| 11 2 8 0 – \| \| | Bieg po biegu: 1. Pawlicki, Mitko, Zengota, Kowalczyk 2. Szczepaniak, Fleger, Kasprzak, Baniak 3. Kajoch, Pawlaszczyk, Cieślar, Halicki 4. Musielak, Dudek, Pyszny, Piekarski 5. Pawlicki, Piekarski, Pawlaszczyk, Baniak 6. Zengota, Kasprzak, Pyszny, Cieślar 7. Szczepaniak, Dudek, Kajoch, Paliga (w/u 8. Fleger, Musielak, Kowalczyk, Halicki (w/u) 9. Pawlicki, Pyszny, Szczepaniak, Halicki 10. Kasprzak, Pawlaszczyk, Dudek, Kowalczyk 11. Zengota, Fleger, Kajoch, Piekarski 12. Mitko, Musielak, Baniak, Cieślar 13. Kasprzak, Piekarski, Mitko, Halicki 14. Pawlicki, Fleger, Dudek, Cieślar 15. Kajoch, Pyszny, Kowalczyk, Baniak (u4) 16. Szczepaniak, Zengota, Pawlaszczyk, Musielak (w/u) 17. Mitko, Musielak, Cieślar, Halicki 18. Kowalczyk, Kajoch, Baniak, Pyszny 19. Kasprzak, Dudek, Mitko, Piekarski 20. Pawlicki, Zengota, Szczepaniak, Fleger |                                                             |                               |        |
| Msc | | Drużyna / Zawodnik                                          | Biegi                         | Punkty |
| 1 | | Unia Leszno                                                 | Unia Leszno                   | 46     |
| 1 | Sławomir Musielak Adam Kajoch Robert Kasprzak Przemysław Pawlicki Paweł Ratajszczak | (3,2,2,w,2) (3,1,1,3,2) (1,2,3,3,3) (3,3,3,3,3) ns          | 9 10 12 15 –                  |        |
| 2 | | RKM Rybnik                                                  | RKM Rybnik                    | 31     |
| 2 | Patryk Pawlaszczyk Sławomir Pyszny Rafał Fleger Paweł Paliga Michał Mitko | (2,1,2,1,–) (1,1,2,2,0) (2,3,2,2,0) (–,w,–,–,–) (2,3,1,3,1) | 6 9 0 10                      |        |
| 3 | | Złomrex Włókniarz Częstochowa                               | Złomrex Włókniarz Częstochowa | 22     |
| 3 | Mateusz Szczepaniak Mateusz Kowalczyk Kamil Cieślar Marcin Piekarski Adrian Osmólski | (3,3,1,3,1) (0,1,0,1,3) (1,0,0,0,1) (0,2,0,2,0) ns          | 11 5 2 4 –                    |        |
| 4 | | ZKŻ Kronopol Zielona Góra                                   | ZKŻ Kronopol Zielona Góra     | 21     |
| 4 | Grzegorz Zengota Janusz Baniak Patryk Dudek Tomasz Halicki – | (1,3,3,2,2) (w,0,1,u,1) (2,2,1,1,2) (0,w,0,0,0) –           | 11 2 8 0 –                    |        |